# Castelul Landshut

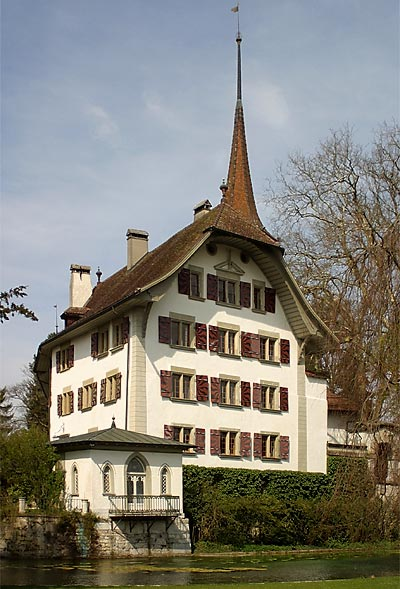
Castelul Landshut

Castelul Landshut se găsește în comuna Utzenstorf, cantonul Berna, Elveția. Castelul este amintit în documente istorice pentru prima dată în anul 1253. În forma în care se găsește în prezent a fost realizat în secolul al XVII-lea. Intre anii 1514 - 1798 castelul a fost rezidența funcționarilor (Landvogt) din Berna. Din anul 1958 devine proprietate privată, iar azi este un muzeu cu articole de vânătoare elvețiene.